# Karol Fila
Karol Fila, né le 13 juin 1998 à Gdańsk en Pologne, est un footballeur polonais qui joue au poste d'arrière droit au Wieczysta Cracovie.

## Biographie

### Carrière en club
Natif de Gdańsk en Pologne, Karol Fila est formé par le club de sa ville natale, le Lechia Gdańsk. C'est avec ce club qu'il fait ses débuts en professionnel, le 22 juillet 2017, lors d'une rencontre d'Ekstraklasa face au KS Cracovia, perdue par le Lechia (0-1).
Lors de la saison 2017-2018 il est prêté au Chojniczanka Chojnice, en deuxième division polonaise, où il joue quinze matchs de championnat.
Fila fait ensuite son retour dans son club formateur et prolonge le 24 août 2018 son contrat de deux ans. il inscrit son premier but en professionnel le 18 août 2018 lors de la victoire du Lechia en championnat contre le Górnik Zabrze (0-2). Il s'impose comme un titulaire au Lechia Gdańsk lors de cette saison 2018-2019. En 2019 il obtient également le premier titre de sa carrière, le Lechia remportant la coupe de Pologne.
Alors qu'il est notamment suivi par la Lazio Rome et la Spezia Calcio,, Karol Fila s'engage avec le RC Strasbourg le 24 juin 2021, signant un contrat courant jusqu'en juin 2025. Il joue son premier match avec le RC Strasbourg le 8 aout 2021 au stade de la Meinau contre le SCO Angers pour la première journée de la saison 2021-2022. Il est titularisé et son équipe s'incline (0-2 score final).
Le 29 janvier 2023, Karol Fila est prêté par Strasbourg au club belge du SV Zulte Waregem jusqu'à la fin de la saison.
Il marque son premier et unique but pour Zulte Waregem le 15 avril 2023, contre le KAS Eupen, en championnat. Titulaire, il ouvre le score et participe à la victoire de son équipe par cinq buts à un.
De retour au RC Strasbourg à l'été 2023, Fila est victime d'une déchirure du ligament croisé antérieur d'un genou. Son absence est estimée à plusieurs mois.

### En sélection
Le 21 mars 2019, Karol Fila fête sa première sélection avec l'équipe de Pologne espoirs face à l'Angleterre. Il est titulaire et les deux équipes font match nul ce jour-là (1-1).

## Statistiques
| Saison                | Club                         | Championnat           | Championnat | Championnat | Championnat | Coupe(s) nationale(s) | Coupe(s) nationale(s) | Coupe(s) nationale(s) | Supercoupe | Supercoupe | Supercoupe | Compétition(s) continentale(s) | Compétition(s) continentale(s) | Compétition(s) continentale(s) | Compétition(s) continentale(s) | Total | Total | Total |
| Saison                | Club                         | Division              | M.          | B.          | P.d.        | M.                    | B.                    | P.d.                  | M.         | B.         | P.d.       | Comp.                          | M.                             | B.                             | P.d.                           | M.    | B.    | P.d.  |
| 2017-2018             | Lechia Gdańsk                | Ekstraklasa           | 1           | 0           | 0           | -                     | -                     | -                     | -          | -          | -          | -                              | -                              | -                              | -                              | 1     | 0     | 0     |
| 2017-2018             | Chojniczanka Chojnice (prêt) | I liga                | 15          | 0           | 0           | 1                     | 0                     | 0                     | -          | -          | -          | -                              | -                              | -                              | -                              | 16    | 0     | 0     |
| 2018-2019             | Lechia Gdańsk                | Ekstraklasa           | 29          | 2           | 0           | 3                     | 0                     | 1                     | -          | -          | -          | -                              | -                              | -                              | -                              | 32    | 2     | 1     |
| 2019-2020             | Lechia Gdańsk                | Ekstraklasa           | 31          | 0           | 3           | 5                     | 0                     | 2                     | 1          | 0          | 0          | C3                             | 2                              | 0                              | 1                              | 39    | 0     | 6     |
| 2020-2021             | Lechia Gdańsk                | Ekstraklasa           | 26          | 1           | 0           | 3                     | 1                     | 2                     | -          | -          | -          | -                              | -                              | -                              | -                              | 29    | 2     | 2     |
| Sous-total            | Sous-total                   | Sous-total            | 102         | 3           | 3           | 12                    | 1                     | 5                     | 1          | 0          | 0          | -                              | 2                              | 0                              | 1                              | 117   | 4     | 9     |
| 2021-2022             | RC Strasbourg                | Ligue 1               | 13          | 0           | 0           | 1                     | 0                     | 0                     | -          | -          | -          | -                              | -                              | -                              | -                              | 14    | 0     | 0     |
| Sous-total            | Sous-total                   | Sous-total            | 13          | 0           | 0           | 1                     | 0                     | 0                     | 0          | 0          | 0          | -                              | 0                              | 0                              | 0                              | 14    | 0     | 0     |
| Total sur la carrière | Total sur la carrière        | Total sur la carrière | 115         | 3           | 3           | 13                    | 1                     | 5                     | 1          | 0          | 0          | -                              | 2                              | 0                              | 1                              | 131   | 4     | 9     |

## Palmarès

### En club
Lechia Gdańsk
- Vainqueur de la Supercoupe de Pologne en 2019